# Bussière-Poitevine
Bussière-Poitevine – miejscowość i dawna gmina we Francji, w regionie Nowa Akwitania, w departamencie Haute-Vienne. W 2016 roku populacja ówczesnej gminy wynosiła 869 mieszkańców. 
W dniu 1 stycznia 2019 roku z połączenia czterech ówczesnych gmin – Bussière-Poitevine, Darnac, Saint-Barbant oraz Thiat – powstała nowa gmina Val-d'Oire-et-Gartempe. Siedzibą gminy została miejscowość Bussière-Poitevine. 